# Hydropsyche abella
Hydropsyche abella is een schietmot uit de familie Hydropsychidae. De soort komt voor in het Nearctisch gebied.